# Javierada
Javierada es la peregrinación que se realiza al Castillo de Javier (Navarra) en honor a san Francisco de Javier, quien fue nombrado en 1643 patrono del Reino de Navarra y desde 1657 copatrono junto a san Fermín.

Hasta hace unos años existía la Javierada masculina y la femenina. En la actualidad se realizan dos convocatorias sin distinción de sexo, la primera en la que salen de algunos pueblos del sur de Navarra hacia el castillo, que se efectúa en el primer domingo entre el 4 y 12 de marzo, y la segunda el sábado siguiente. Desde 1960 se estima una asistencia media entre las dos javieradas de 40.000 peregrinos. Estas fechas corresponden a la celebración de la llamada Novena de la Gracia consagrada a San Francisco de Javier.

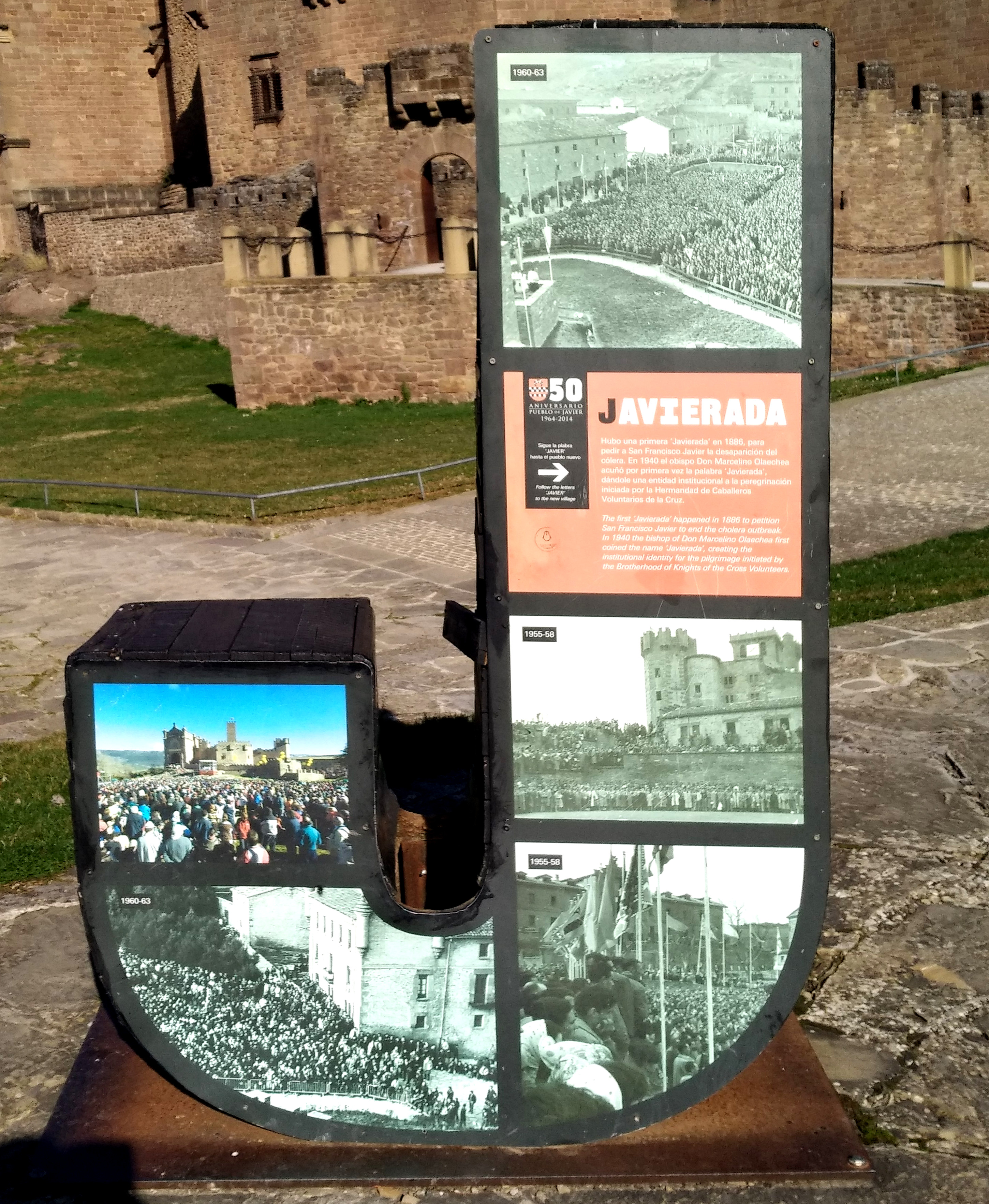
Panel conmemorativo del 50 aniversario del Pueblo de Javier (1964-2014) - Vistas de las Javieradas en distintos años

## El término "Javierada"
Bernardo Monzón ya compuso en 1669 un poema titulado Las Xaveriadas, cuyo original se encuentra conservado en el Museo Británico (Additional Manuscripts 19265).
Independientemente de que ya conociera el poema, suele considerarse que es un término acuñado por el obispo Olaechea en sus homilías en 1941. En 1952 José María Iribarren ya había registrado el neologismo en su Vocabulario navarro.

#### ¿Javierada o Marcha a Javier?
En la prensa local, el Diario de Navarra y El Pensamiento Navarro diferían ante la denominación de esta peregrinación. Para el Diario la peregrinación era la "Marcha a Javier", mientras que el periódico tradicionalista utilizaba el término "Javierada". El debate sobre la denominación persistió hasta que en 1976 el Diario de Navarra, dado el arraigo popular de esta denominación, la adoptó también.
Con todo, Baldomero Barón Rada, periodista y escritor, bajo su seudónimo habitual de Romedobal, escribía ya en la edición del 24 de marzo de La Avalancha un soneto que fecha «en el Castillo de Javier, 9-marzo-1941» con el título “¡Paso a la "Javierada"!”, indicando que era tal era el grito que los jóvenes lanzaban mientras iban caminando hacia el pueblo natal del santo. Y este mismo periodista publica en el propio Diario de Navarra (07/03/1942) un "Ripios al vuelo" en el que pide: "¡Paso libre a la invicta «Javierada»!"

## Origen y evolución

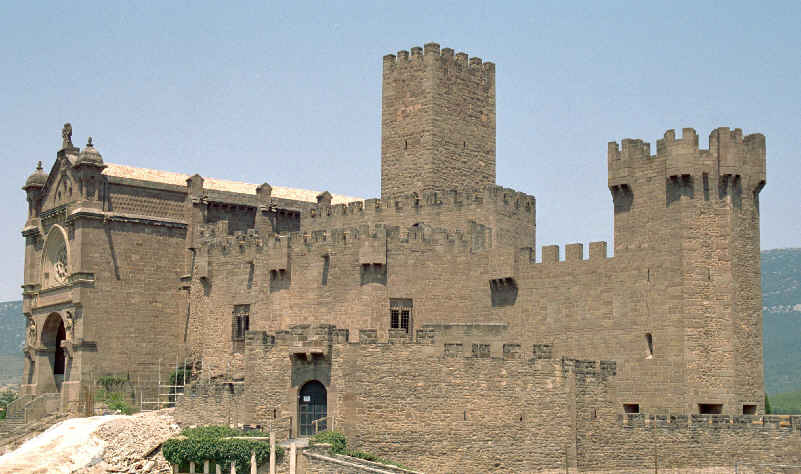
Castillo de Javier, lugar natal del santo a donde se dirige la peregrinación.

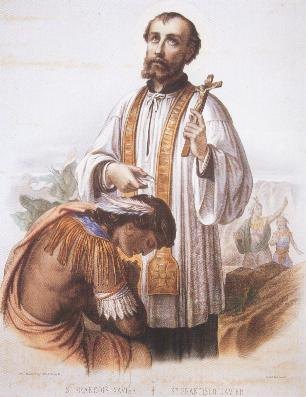
La peregrinación se realiza en honor del santo navarro Francisco de Javier.

En la Edad Media, en los siglos XIII y XIV, la gente peregrinaba al castillo de Javier para orar ante el Cristo de su capilla. Y durante los siglos XVII, XVIII y XIX, vecinos navarros y aragoneses acudían a pie durante la Novena de la Gracia.

### El milagro de Maestrilli
Como antecedente histórico cabe hablar de la mencionada Novena de la Gracia, que tiene su origen en Nápoles el 4 de enero de 1632, cuando Marcelo Maestrilli, herido de gravedad por un fuerte golpe en la cabeza, refirió la aparición del santo que le prometió su curación y le informó de su futuro martirio. En ese momento el santo le indicó que la novena debía realizarse nueve días antes de su canonización, que fue el 12 de marzo de 1622.

### Finales delsigloXIX: ¿primera "javierada"?
Otro antecedente fue la peregrinación organizada por la Diputación Foral de Navarra el 4 de marzo de 1886, dado que Navarra no sufrió de forma tan agresiva la epidemia de cólera de 1885 en comparación a otras regiones de España, consideraron algunos que el santo la había evitado. Las estimaciones hablaban de unos 12.000-15.000 navarros, incluyendo la movilización de vehículos diversos para llegar hasta Sangüesa, desde donde muchos emprendían andando la peregrinación. Otras fuentes apunta algo más, unos 20.000 (sobre una población estimada, por entonces, de 304.000 habitantes en Navarra). 
La revista ilustrada editada por la Biblioteca Católico-Propagandista, La Avalancha, se hace eco de una peregrinación «en veinticinco carruajes destinados al efecto» realizada entre el 24 y el 25 de mayo de 1896 con ocasión de la colocación de la primera piedra de la nueva basílica, obra de Angel Goicoechea Lizarraga.
En la fachada de la iglesia de San Agustín de Pamplona queda en su fachada una placa conmemorativa de aquella "1ª peregrinación pamplonesa navarra al castillo de Javier". Se puso con ocasión del cambio de nombre a la calle perpendicular que desde la calle Estafeta llega a la calle Dormitalería y que se llama oficialmente calle Javier, y los pamploneses le dicen "Bajada de Javier" y algunos medios de comunicación también.

### III Centenario de la Canonización de San Francisco Javier (1922)
En 1915 es nombrado párroco de Javier el sacerdote jesuita P. Escalada (Francisco Escalada Rodríguez), fundador del museo arqueológico de Javier al tiempo que cronista y archivero además de investigador infatigable sobre el Castillo de Javier y sobre el santo. Sería un figura relevante por su labor de promoción del remozado castillo. En 1918, por ejemplo, publicó su obra "La Novena de la Gracia" en unos años donde apenas tal celebración tenía la resonancia de ahora. Coincidiendo con el III Centenario de la Canonización de San Francisco Javier (12 de marzo de 1922), como afirman algunos autores «la imagen de San Francisco Javier quedó definitivamente fijada entre la población de Pamplona (y de toda Navarra)» ese año a consecuencia de la numerosas celebraciones celebradas con tal ocasión. Destacó en esta labor La Avalancha que durante todo el año le dedicó varios artículos y monográficos, siendo secundada por el Boletín de la Comisión de Monumentos Históricos y Artísticos de Navarra, la revista Euskariana, así como la prensa a la que acudieron las mejores firmas (Arturo Campión, Julio Altadill, Eladio Esparza, el propio Francisco Escalada, Alberto Pelairea, etc). Todo ello se vio acompañado de otras acciones como ciclos de conferencias, elevación de monumentos y la nueva declaración diocesana del rezo de la Novena de la Gracia obligatoriamente en todas las parroquias de la diócesis. Por si todo esto no fuera suficiente, a mediados del año llegaron las reliquias del santo patrón (un brazo y un crucifijo), que recorrieron numerosas localidades de Navarra, especialmente las cabeceras de merindad, incluida Ultrapuertos y San Juan de Pie de Puerto, y se realizó una peregrinación oficial que contó con la participación del propio rey Alfonso XIII que acudió al castillo el 23 de septiembre de ese año. Este acontecimiento estableció a San Francisco Javier como un nuevo arquetipo de Navarra que serviría de fundamento para entender los sucesos posteriores del 3 de diciembre de 1931.

### Cierre de la basílica durante la República
El 9 de diciembre de 1931 se aprobó la Constitución de la Segunda República cuyo artículo 26 abordaba la espinosa cuestión religiosa que llevó a la dimisión de Niceto Alcalá-Zamora como presidente de la misma. En Navarra, al alimón con la inminente aprobación de la constitución, el rotativo tradicionalista, El Pensamiento Navarro, «publica un llamamiento a todos los alcaldes de Navarra con motivo de la festividad de su patrón» para que acudan el 3 de diciembre a la capital, a la iglesia de San Cernin, «como forma de protesta por el acuerdo de la Gestora de la Diputación de no asistir a la misma». Tras el acto religioso se formó una manifestación no autorizada. Los sucesos, no exentos de enfrentamientos violentos y asaltos al Palacio de Navarra, duraron varios días y sirvieron de antesala tanto a la aprobación constitucional posterior como a los acontecimientos derivados tras la expulsión de los jesuitas en enero de 1932.
Como precursor de la actual peregrinación hasta el Castillo de Javier, cabe mencionar la gesta que en 1932 promoviera Camino Jaurrieta Muzquiz, autora del libro El Capitán Juan de Azpilicueta (Ed. Aramburu 1954), y esposa de Juan Pedro Arraiza Baleztena, quién fuera alcalde de Pamplona y luego vicepresidente de la Diputación. El 2 de febrero del mismo año el nuevo gobernador civil que la República había nombrado para Navarra, Manuel Andrés Casaus, llegó a Javier escoltado de policías y Guardia Civil y cerró y selló la Basílica llevándose la llave, hiriendo el sentimiento religioso del pueblo". El decreto de disolución de los jesuitas implicaba el cierre del Castillo y de la Basílica. Ese día, tal y como lo menciona José María Recondo en "El conde al brigadier. Javier, Legajo de cartas siglo XIX., "Camino Jaurrieta de Arraiza, de rodillas ante el Cristo de Javier, crispada y profética, en un arrebato de fervor, se atrevió a prometer en alta voz:

"¿Que te van a dejar solo? ¡Pues en adelante estarás más acompañado que nunca!"

Sólo quedaba un mes para la tradicional Novena de la Gracia, y utilizando la amistad que tenían con el futbolista René Petit, entonces ingeniero de la Confederación Hidrográfica del Ebro y director de las obras del embalse de Yesa, apelaron a su amigo Carmelo Balda, destacado deportista quién tenía una muy buena relación con Azaña, y quien providencialmente le debía un favor importante. Finalmente se logró recuperar la llave. Así, "el 4 de marzo de 1932 doña Camino Jaurrieta distribuyó a sus hijas, la servidumbre y algunas personas amigas en un autobús medio vacío y en un coche de punto, para poder decir en la prensa que varios coches en caravana habían llegado llevando peregrinos a Javier". El autobús recibió disparos por el camino, pero Camino Jaurrieta y sus amigas Isabel Baleztena y Paz Ciganda, lograron movilizar a la población navarra durante toda la semana. Como resultado, "el siguiente domingo 14 de marzo eran ya veinte los autobuses y los actos religiosos se celebraron con gran solemnidad". Según el P. Escalada: "fueron ya ese día, unas nueve mil personas y los autos unos ciento setenta". Sin saberlo, Camino Jaurrieta al cumplir con su promesa, y gracias a la colaboración de sus compañeras, formarían escuela para los siguientes años que se realizaron peregrinaciones con el nombre de excursiones, siendo la peregrinación de unos jóvenes de Valtierra la primera más parecida a las actuales peregrinaciones que se realizan a pie. Fue así que se inició la peregrinación regular a Javier en la Novena de la Gracia, y este fue el detonante para arraigar en la población esta costumbre que unos años después pasaría a llamarse Javierada.

### La iniciativa de la Hermandad
Un año antes de la primera oficial se realiza otra el 10 de marzo de 1940 que tuvo como promotores a los miembros de la Hermandad de Caballeros Voluntarios de la Cruz, que habían organizado la peregrinación con el propósito de "perpetuar el espíritu de la Cruzada". Pensada para excombatientes, congregó a unos cinco mil peregrinos de todos lados que recibieron la bendición del arzobispo de Pamplona, Marcelino Olaechea. Este obispo sería el promotor de las Javieradas de forma oficial y ampliamente participativa junto a los jóvenes de Acción Católica.

### Primera Javierada oficial
Sin embargo, esta peregrinación será oficial desde 1941 con la que se llama, por primera vez, la Javierada. Se convocó para el segundo domingo de marzo. En su convocatoria, en la hoja diocesana La Verdad, se empleó por primera vez el nombre Javierada de Navarra. Fueron 360 los peregrinos que hicieron el recorrido entre Pamplona y Javier según la hoja diocesana La Verdad que titulaba su crónica sobre la peregrinación como "La Javierada de Navarra". La edición del 6 de marzo de 1945 del rotativo carlista El Pensamiento Navarro hablaba de "Quinta Javierada" y de "Quinto año de peregrinaciones" con lo que, dejaba claro, su cómputo seguía el punto de partida oficial de 1941.

### Sucesivas Javieradas: Secretariado de las Marchas a Javier y la primera Javierada femenina
En años sucesivos la organización de la misma fue recayendo en la sección masculina de Acción Católica, dirigida por el sacerdote Santos Beguiristáin, que desplazaría con el tiempo a la Hermandad de Caballeros Voluntarios de la Cruz. Para 1949 estas dos organizaciones hacían el último tramo entre Sangüesa y Javier por separado y para comienzos de los años setenta la Hermandad ya no participa en la Javierada oficial.
En 1958 cayó una fuerte nevada durante la misma y recibió la visita del escritor y académico José María Pemán. Por el progresivo aumento de la afluencia de peregrinos empezó a funcionar el Secretariado de las Marchas a Javier que organizó la Javierada femenina, emprendiéndose la primera en 1960 en que se realizó únicamente el Vía Crucis de ocho kilómetros que se realiza desde Sangüesa, por expresa indicación del obispo Enrique Delgado Gómez. El peregrinaje femenino se hacía en el fin de semana posterior al masculino y este se fue incrementando a pesar de no tener instalados puestos de socorro para las peregrinas. Por esto en 1967 monseñor Delgado Gómez intentó disuadirlas con las siguientes palabras:

...que no traten de emular el esfuerzo físico de los hombres; sino de emular su fervor. Nos duele que no obedezcan y vayan a pie desde sus pueblos o desde Pamplona. Javier no les pide esto. Prefiere la elegancia y delicadeza de su piedad femenina.

Dado el persistente incumplimiento de estos consejos se instalaron los primeros puestos de socorro para la javierada femenina en 1970.

### En la actualidad reciente
En los últimos años, las dos convocatorias se han ido haciendo mixtas, para hombres y mujeres. La primera es considerada más devota, y en ella participan de manera creciente peregrinos procedentes de otras comunidades autónomas, Se realiza en dos jornadas, siendo el Vía Crucis y misa en el domingo. Por su parte, la segunda convocatoria, la inicialmente femenina, es más numerosa en participación y se realiza en una sola jornada, en el sábado, incluidos el Vía Crucis y la misa.

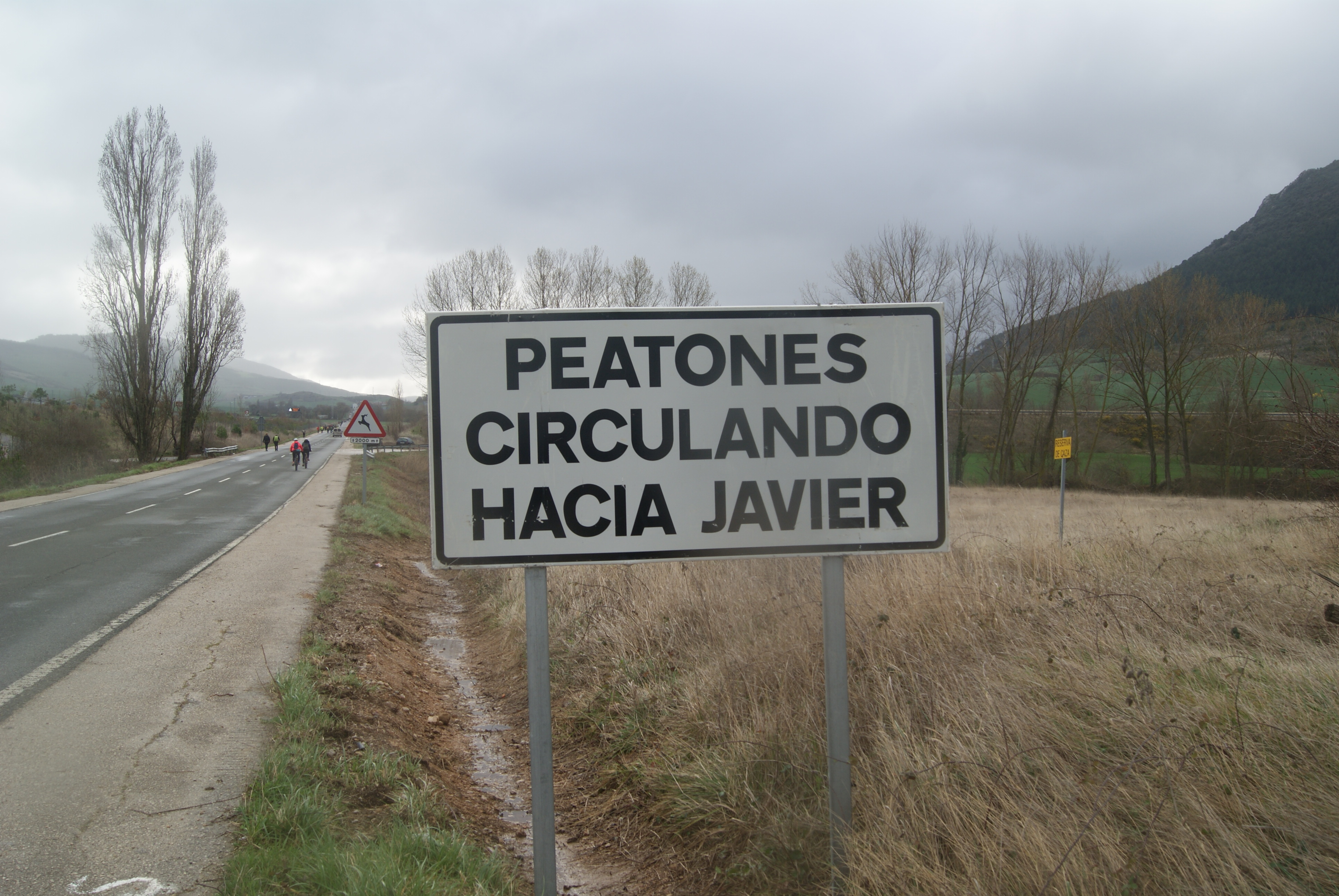
Señalizaciones temporales advirtiendo a los conductores de la presencia de peregrinos hacia Javier

## Itinerarios
Como ocurre con cualquier peregrinación, se suelen utilizar rutas principales y secundarias en función del lugar de origen de cada participante. También son diferentes las formas de desplazarse elegida: desde ir a pie, en bici, en patines, en coche, en autobús. Igualmente hay quienes prefieren ir por monte y quienes optan por carreteras.
Así pues, además, también la distancia es muy diferente con lo que cambian las jornadas. Tres rutas principales se pueden considerar (en función del volumen de asistentes): La Cuenca de Pamplona, la Zona Media y la Ribera de Navarra. En todos los casos hay quiénes deciden llegar hasta Javier o hacer alto en Sangüesa. La razón de esta segunda elección viene marcada por la última etapa compartida, en estos casos, de realizar los ocho kilómetros finales realizando el Vía crucis. Incluso los asistentes desde otros lugares de fuera de Navarra suele realizar, al menos, esta etapa.

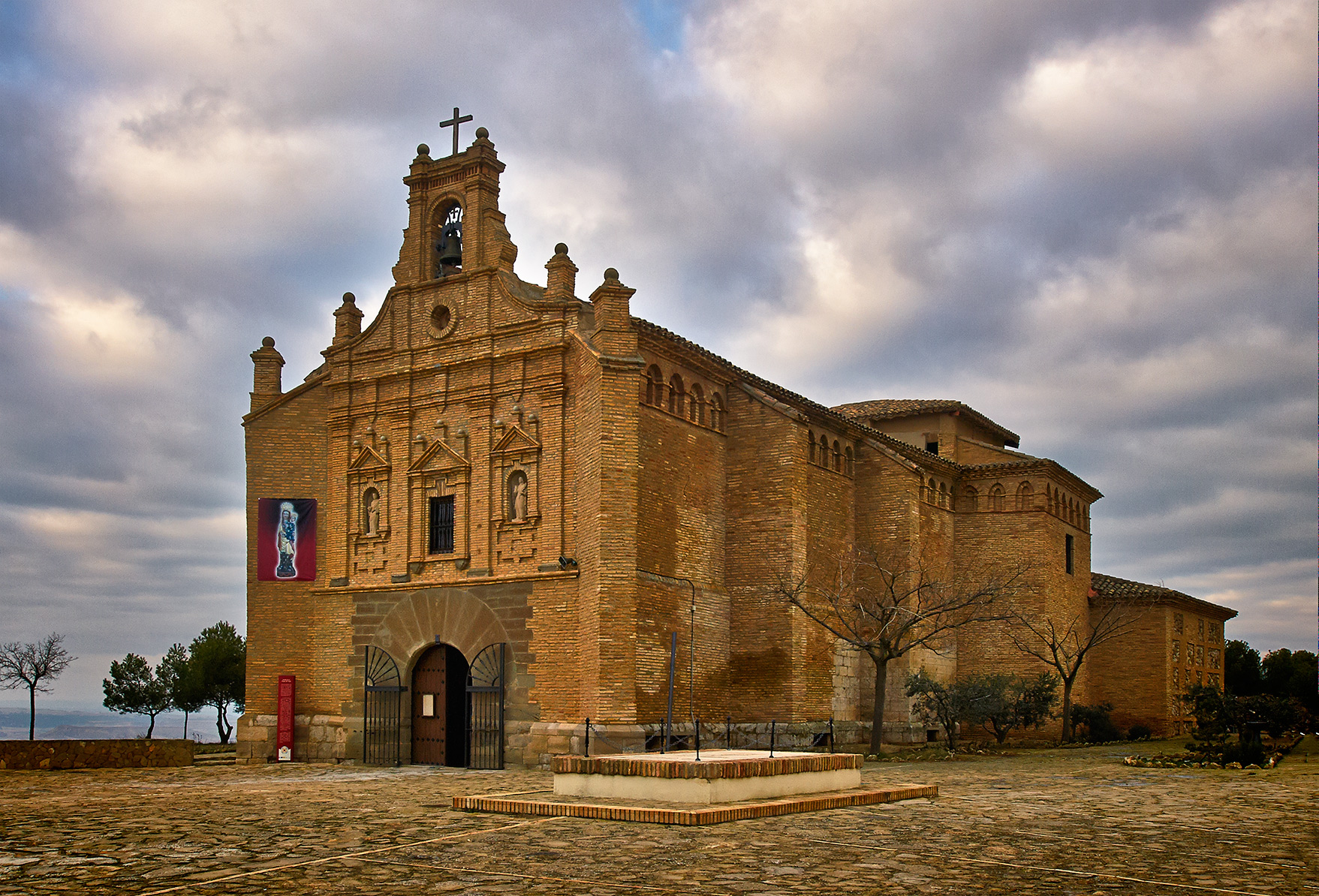
Virgen del Yugo (Arguedas), hito habitual de la peregrinación ribera.

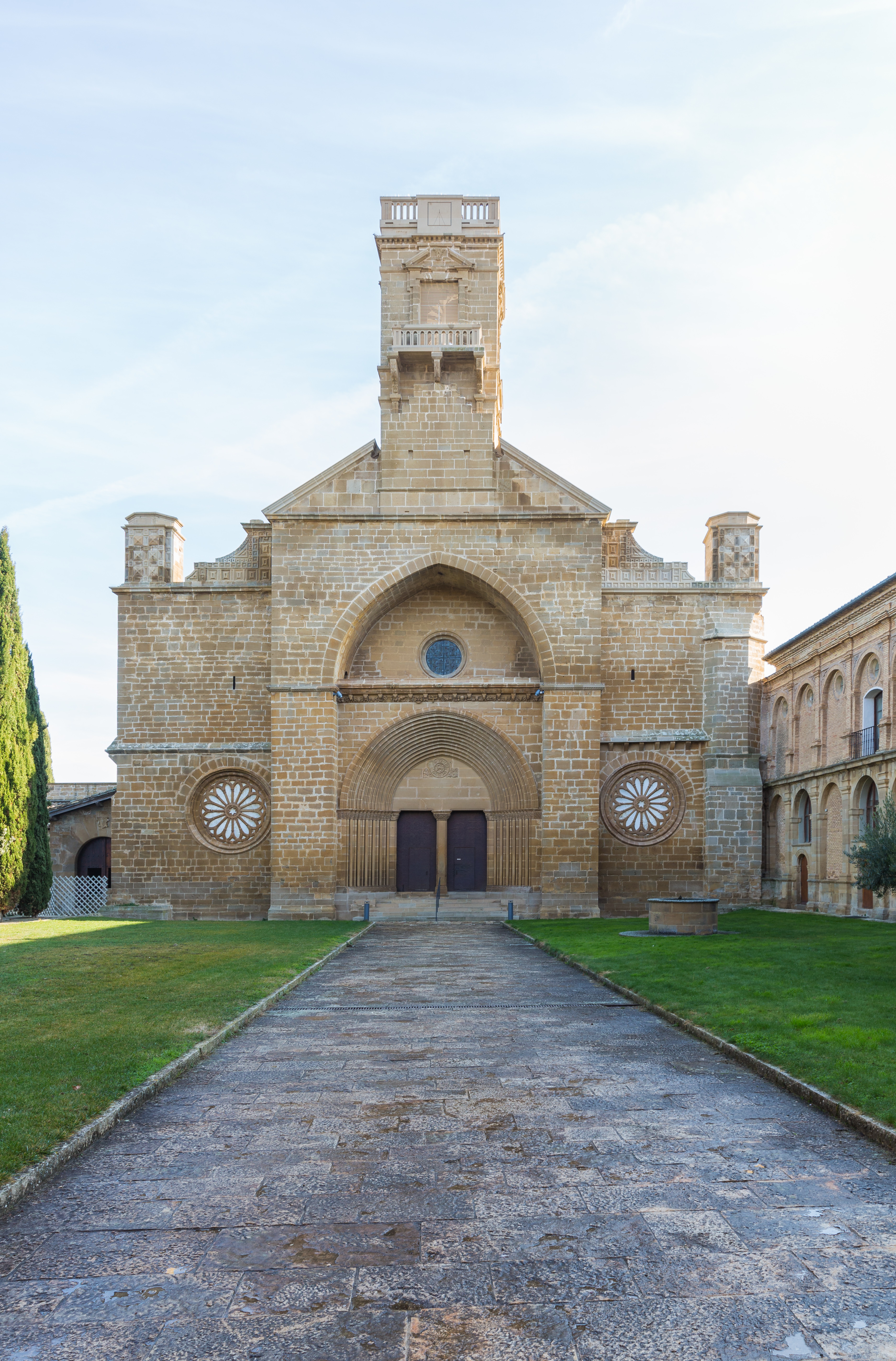
Monasterio de la Oliva, hito donde pernoctan gran número de participantes.

### La Ribera
Suelen emplear entre tres (algunos cuatro) etapas, con alrededor de 90-100 km en total. En todos ellos hay un denominador común: atravesar las Bardenas Reales en su primera etapa. Se pueden señalar, a su vez, dos rutas principales (a los cuales se van incorporando desde otras localidades):
a) Con origen en Fitero, Corella, Cintruénigo. Este grupo suele encaminarse hacia Arguedas, a la Virgen del Yugo, donde suelen llegar a almorzar, para luego continuar, atravesando las Bardenas, hacia el Monasterio de la Oliva, Carcastillo o Murillo el Fruto, los tres principales hitos de finalización de su primera etapa. Santacara, Mélida y Figarol también son puntos elegidos por otros. 

En la segunda etapa del día siguiente: - desde Carcastillo, atravesando el llano de Larrate, se llega a Sangüesa, vía Cáseda.

- desde Murillo el Fruto, vía Gallipienzo, se llega a Cáseda y Sangüesa.b) Con origen en Ribaforada, Tudela, Cascante. En su primera etapa, aunque por otra vía, suelen llegar a la Virgen del Yugo y se unen a los llegados por la ruta anterior.

### Cuenca de Pamplona
Suelen emplear dos etapas (algunos sólo una pues van directamente hasta Javier), con alrededor de 50 km en total. El objetivo de esa primera etapa es Sangüesa.

### Zona Media
Aunque llegan grupos desde Viana y alrededores, por simplificar se toma Estella como punto de referencia. Suelen emplear tres etapas haciendo hitos en Tafalla u Olite en la primera de ellas. La segunda, como en los casos anteriores, suele ser Sangüesa.

## Curiosidades en torno a las Javieradas

### La cruz de Larraga

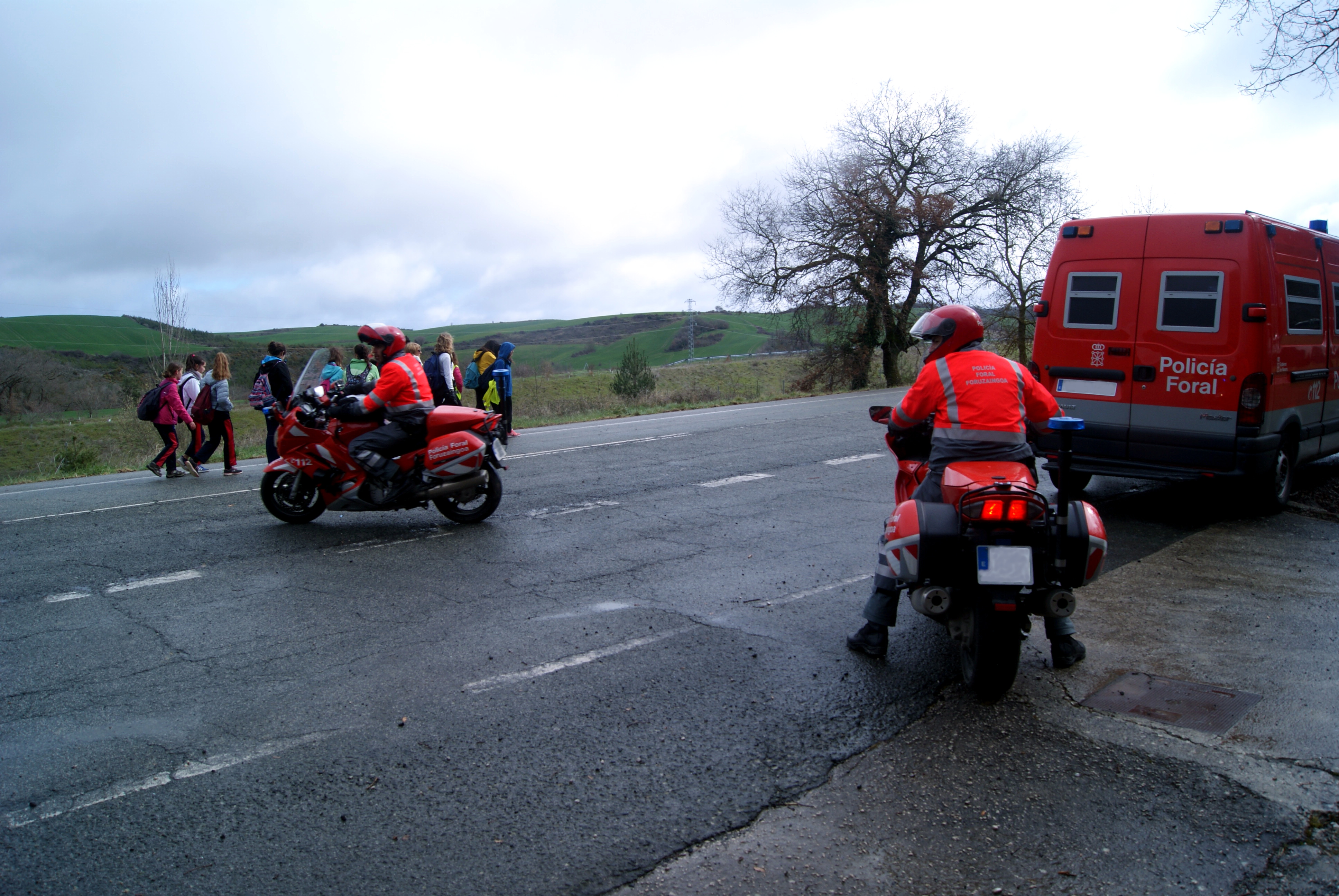
Despliegue del dispositivo de Policía Foral de Navarra durante la Javierada de 2020

Cabe mencionar que de las muchas cruces, destaca la cruz de la cofradía de la Vera Cruz de Larraga. Es de madera, pesa aproximadamente 25 kg. y abre los dos Vía Crucis. En la primera Javierada la llevan los del pueblo hasta Javier andando (66 km.) y en la segunda la llevan en camión hasta Sangüesa. Suele ser tradición que el primer año que hay nuevo Arzobispo de Pamplona y Tudela, la lleven en el Vía Crucis de la segunda Javierada, tal y como hicieron los obispos Fernando Sebastián y Francisco Pérez. 

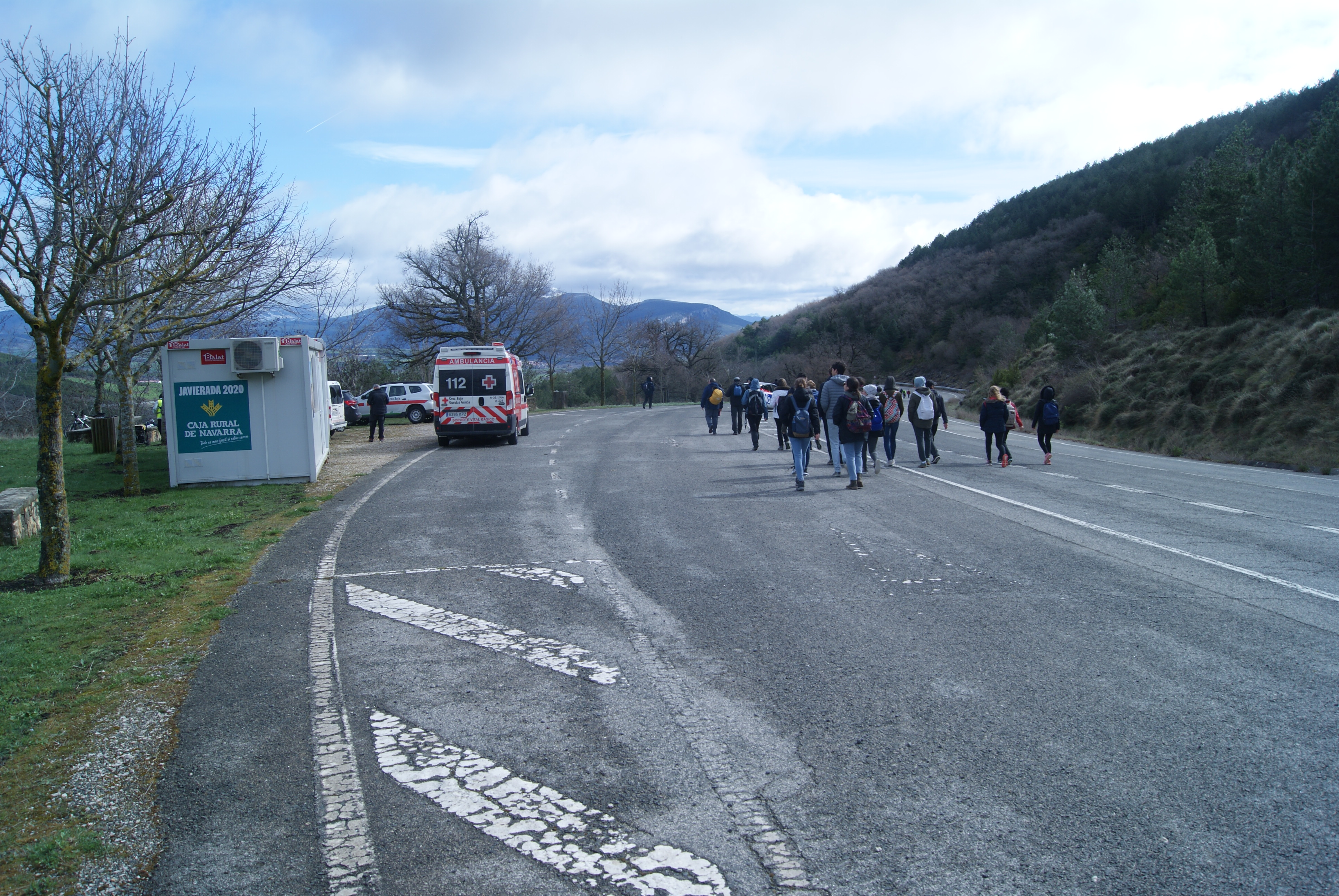
Peregrinos en el Alto de Loiti (2020). Se observa a la izquierda el puesto de atención sanitaria desplegado por Cruz Roja Navarra.

### La Javierada (jota)
En 1965 los Iruñako, un famoso grupo pamplonés de los años 60 y 70, junto con el tenor Enrique Abad, grabaron una jota escrita el padre Valeriano Ordóñez y el maestro Gurmensindo Bravo sobre la Javierada:

| Para sentirte navarro, ven con nosotros a pie; nada más grande en Navarra que el Castillo de Javier. | A Javier van los caminos, para abrir la primavera; y en javieradas de gracia florece Navarra entera.[44] |

V. Ordoñez, G. Bravo

## La seguridad
Son imprescindibles los dispositivos de Protección Civil con los apoyos tanto de la Policía Foral de Navarra como de la Guardia Civil en cada una de las dos jornadas. El interés no se reduce sólo a Navarra, donde sí recae la parte principal, sino que se extiende a regiones colindantes e incluso distantes. Por ejemplo, a la segunda Javierada de 2013 asistieron el cardenal Antonio María Rouco Varela y 3.000 católicos madrileños desplazados a Navarra para la ocasión.
Colaboradores importantes del evento son la DYA y la Cruz Roja Navarra. Por ejemplo, el dispositivo de Cruz Roja Navarra durante la primera Javierada de 2019 fueron más de 200 personas voluntarias que atendieron en 23 puestos de atención (19 fijos y 4 móviles) repartidos por la Ribera, Zona Media y Zona Norte; en la segunda Javierada contó con más de 150 voluntarios que atendieron a peregrinos en ocho puestos fijos y dos móviles y mediante 10 ambulancias. Ambos refuerzan el servicio habitual del Servicio Navarro de Salud poniendo sus recursos y voluntarios a su disposición.
Además, puesto que se atraviesan zonas protegidas, para prevenir y evitar el impacto medioambiental, también se pone en alerta el Grupo de Protección y Atención del Medio Ambiente así como la Dirección General de Obras Públicas.